# Mazda-Museum Augsburg

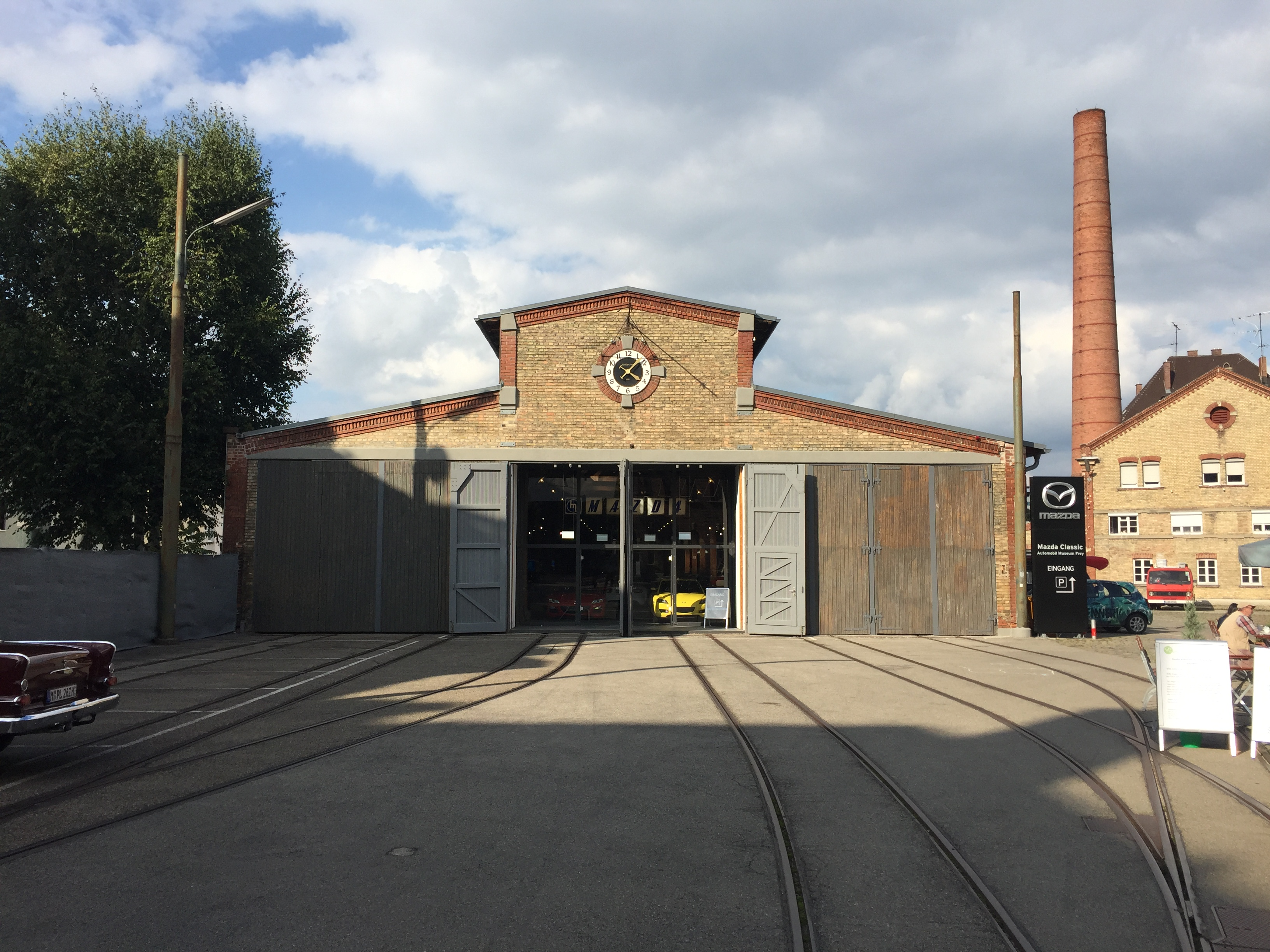
Das Mazda-Museum Augsburg

Das Mazda-Museum Augsburg (Eigenschreibweise: Mazda Classic – Automobil Museum Frey) ist ein privat betriebenes Automobilmuseum in Augsburg, das ausschließlich Fahrzeuge der japanischen Marke Mazda ausstellt und dabei die weltweit größte Sammlung von Mazda-Fahrzeugen umfasst.
Es befindet sich in einem denkmalgeschützten ehemaligen Straßenbahndepot im Stadtbezirk Rechts der Wertach. 

## Geschichte
Das Museum Augsburg umfasst Fahrzeuge aus dem Privatbestand eines Mazda-Händlers aus der Augsburger Vorstadt Gersthofen, der zusammen mit seinen beiden Söhnen seit etwa dreißig Jahren diverse Mazda-Fahrzeuge erwarb und so über die Zeit etwa 120 bis 140 Modelle sammelte. Davon wurden etwa fünfzig Fahrzeuge restauriert, um sie öffentlich ausstellen zu können. Bei der Suche nach seltenen Mazda-Modellen wie einem „Pathfinder XV 1“, der als Militärfahrzeug in Myanmar produziert und nahezu nur dort eingesetzt wurde, kontaktierte die Familie den dortigen deutschen Botschafter, um einen Originalmotor auftreiben zu können. Um die Idee eines eigenen Museums in die Tat umsetzen zu können, kaufte die Familie 2011 ein ehemaliges Straßenbahndepot von der Stadt und richtete dort eine erste Ausstellung ein. Das Museum wurde 2017 eröffnet.

## Ausstellung

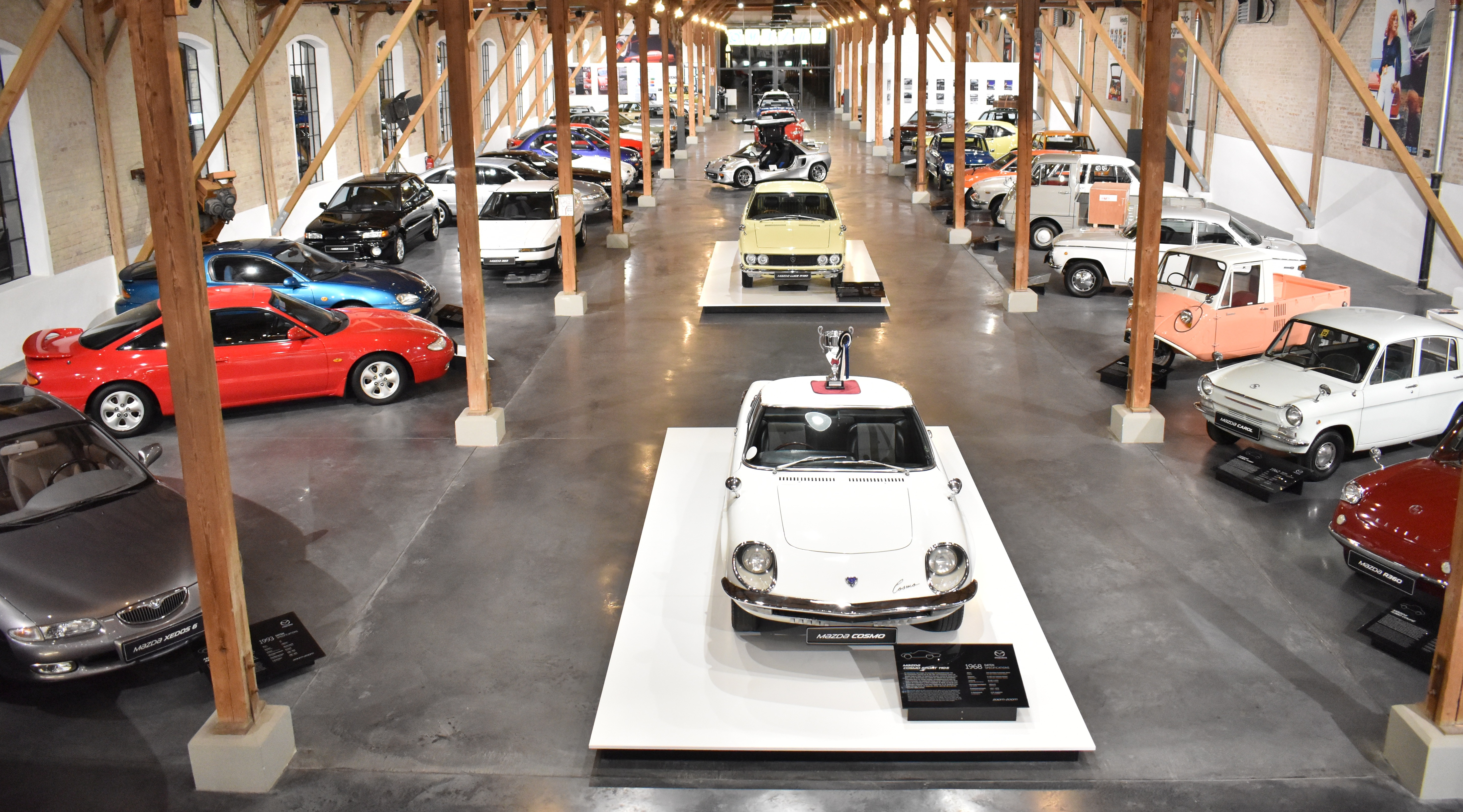
Ausstellungshalle

In der eigentlichen Ausstellungshalle werden auf einer Fläche von etwa 1500 Quadratmetern insgesamt etwa fünfzig Mazda-Modelle aus allen Epochen seit Beginn der Produktion in Hiroshima im Jahr 1931 ausgestellt. Laut Betreiberfamilie ist vorgesehen, die ausgestellten Fahrzeuge regelmäßig auszutauschen und so für Abwechslung zu sorgen. Daneben sollen gelegentlich Sonderschauen stattfinden.
Neben der Ausstellungshalle umfasst das Gelände außerdem noch einen etwa 700 Quadratmeter großen Eventbereich, der auch für private Veranstaltungen wie Hochzeiten genutzt werden kann, ein Restaurant und einen Museumsshop für Merchandising-Artikel von Mazda.

## Lage

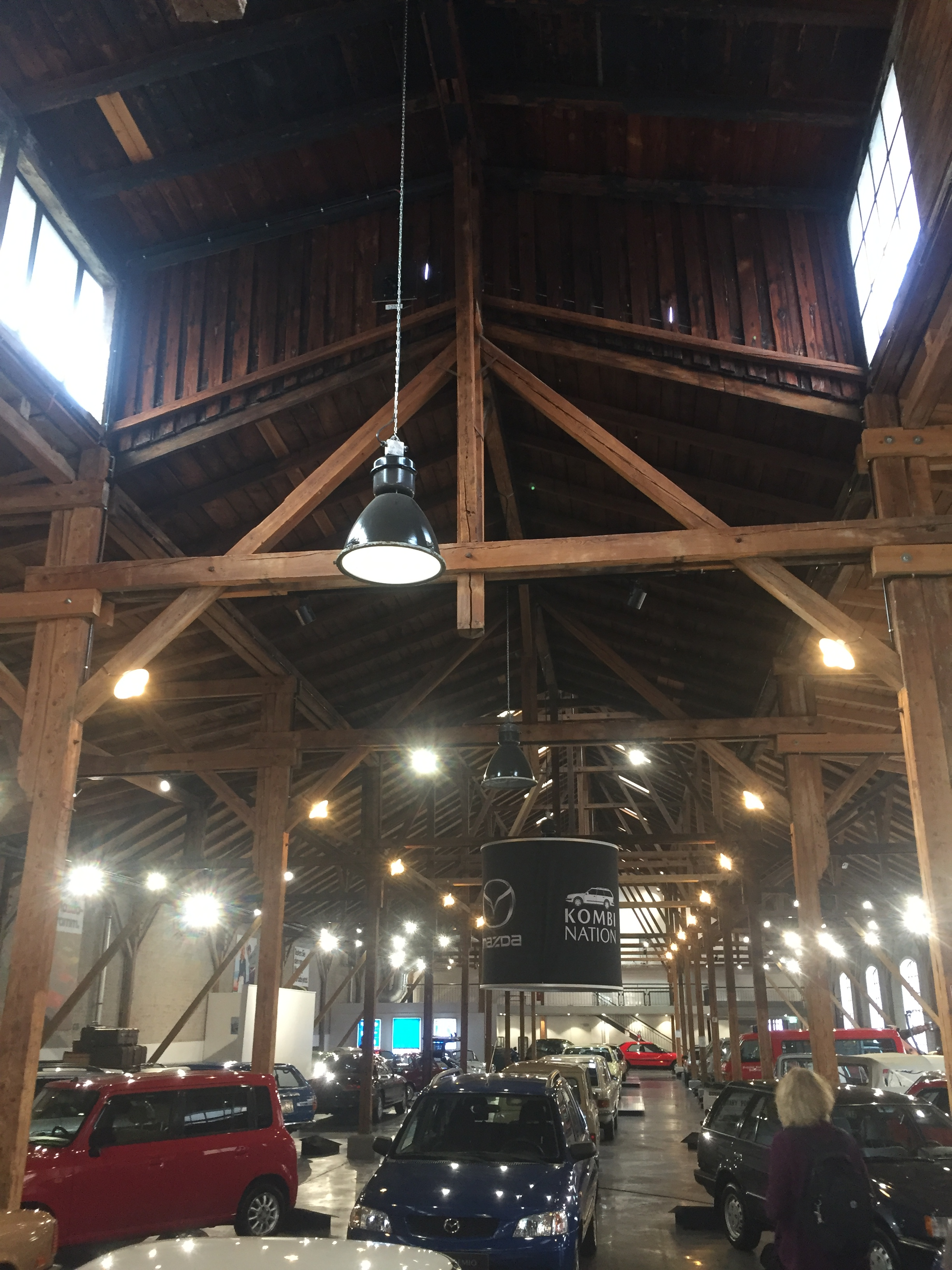
Der hölzerne Dachstuhl des sanierten Straßenbahndepots

Das Mazda-Museum wurde in einem ehemaligen Depot der Straßenbahn Augsburg untergebracht, das 1897 erbaut wurde und sich im Augsburger Stadtbezirk Rechts der Wertach befindet. Direkt vor dem Eingangsbereich zum Museum befindet sich die Haltestelle „Senkelbach“ der Augsburger Straßenbahn, die aktuell von der Linie 2 bedient wird.